# 4860 Gubbio
4860 Gubbio је астероид главног астероидног појаса са средњом удаљеношћу од Сунца која износи 2,630 астрономских јединица (АЈ).
Апсолутна магнитуда астероида је 11,8.